# Sundays River
Il Sundays River è un fiume del Sudafrica lungo 250 km che scorre attraverso la provincia del Capo orientale. Si getta nell'oceano Indiano nell'Algoa Bay.